# Squash nos Jogos Pan-Americanos de 2015 - Equipes femininas
A competição por equipes femininas foi um dos eventos do squash nos Jogos Pan-Americanos de 2015, em Toronto. Foi disputada no Centro de Exposições entre os dias 14 e 17 de julho.  

## Calendário
Horário local (UTC-4).
| Data        | Horário | Fase                 |
| ----------- | ------- | -------------------- |
| 14 de julho | 9:00    | Fase de grupos       |
| 15 de julho | 10:00   | Fase de grupos       |
| 16 de julho | 17:30   | Disputa do 5º ao 8º  |
| 16 de julho | 17:30   | Semifinal            |
| 17 de julho | 19:45   | Disputa do 7º ao 10º |
| 17 de julho | 17:30   | Final                |

## Medalhistas
|  | USA Estados Unidos                              |  | CAN Canadá                                  |  | COL Colômbia                                     |  | MEX México                                |
|  | Olivia Blatchford Natalie Grainger Amanda Sobhy |  | Samantha Cornett Hollie Naughton Nikki Todd |  | Karol Gonzalez Catalina Peláez Laura Tovar Pérez |  | Diana Garcia Samantha Terán Karla Urrutia |

## Resultados
As equipes foram divididas em dois grupos. As duas melhores de cada grupo se classificaram para as semifinais. 

### Grupo A
| País               | J | V | D | SF | SC | PF  | PC  | Pts |
| ------------------ | - | - | - | -- | -- | --- | --- | --- |
| USA Estados Unidos | 3 | 3 | 0 | 27 | 0  | 298 | 105 | 6   |
| MEX México         | 3 | 2 | 1 | 18 | 12 | 246 | 228 | 4   |
| CHI Chile          | 3 | 1 | 2 | 11 | 19 | 248 | 284 | 2   |
| GUA Guatemala      | 3 | 0 | 3 | 2  | 27 | 142 | 317 | 0   |

### Grupo B
| País          | J | V | D | SF | SC | PF  | PC  | Pts |
| ------------- | - | - | - | -- | -- | --- | --- | --- |
| CAN Canadá    | 3 | 3 | 0 | 24 | 4  | 282 | 153 | 6   |
| COL Colômbia  | 3 | 2 | 1 | 21 | 10 | 298 | 232 | 4   |
| ARG Argentina | 3 | 1 | 2 | 9  | 23 | 231 | 304 | 2   |
| BRA Brasil    | 3 | 0 | 3 | 8  | 25 | 214 | 336 | 0   |

### Disputa do 5º  ao 8º
|  | Disputa do 5º ao 8º | Disputa do 5º ao 8º | Disputa do 5º ao 8º | Disputa do 5º ao 8º | Disputa do 5º ao 8º |   |               | Disputa do 5º ao 6º | Disputa do 5º ao 6º | Disputa do 5º ao 6º | Disputa do 5º ao 6º | Disputa do 5º ao 6º |
|  |                     |                     |                     |                     |                     |   |               |                     |                     |                     |                     |                     |
|  | A3                  | CHI Chile           | 3                   | 1                   | 3                   |   |               |                     |                     |                     |                     |                     |
|  | B4                  | BRA Brasil          | 1                   | 3                   | 1                   |   |               |                     |                     |                     |                     |                     |
|  | B4                  | BRA Brasil          | 1                   | 3                   | 1                   |   | A3            | CHI Chile           | 3                   | 2                   | 1                   |                     |
|  |                     |                     |                     |                     |                     |   | A3            | CHI Chile           | 3                   | 2                   | 1                   |                     |
|  |                     | B3                  | 'ARG Argentina      | 0                   | 3                   | 3 |               |                     |                     |                     |                     |                     |
|  | A4                  | B3                  | 'ARG Argentina      | 0                   | 3                   | 3 | GUA Guatemala | 0                   | 0                   |                     |                     |                     |
|  | A4                  |                     |                     |                     |                     |   | GUA Guatemala | 0                   | 0                   |                     |                     |                     |
|  | B3                  | ARG Argentina       | 3                   | 2                   |                     |   |               | Disputa do 7º ao 8º | Disputa do 7º ao 8º | Disputa do 7º ao 8º | Disputa do 7º ao 8º | Disputa do 7º ao 8º |
|  |                     |                     |                     |                     |                     |   | B4            | BRA Brasil          | 3                   | 3                   |                     |                     |
|  |                     |                     |                     |                     |                     |   |               | A4                  | GUA Guatemala       | 1                   | 0                   |                     |

### Fase final
|  | Semifinal          | Semifinal          | Semifinal  | Semifinal | Semifinal |                    |                    | Final               | Final               | Final               | Final               | Final               |
|  |                    |                    |            |           |           |                    |                    |                     |                     |                     |                     |                     |
|  | USA Estados Unidos | USA Estados Unidos | 3          | 3         |           |                    |                    |                     |                     |                     |                     |                     |
|  | COL Colômbia       | COL Colômbia       | 0          | 0         |           |                    |                    |                     |                     |                     |                     |                     |
|  | COL Colômbia       | COL Colômbia       | 0          | 0         |           | USA Estados Unidos | USA Estados Unidos | 3                   | 3                   | RET                 |                     |                     |
|  |                    |                    |            |           |           | USA Estados Unidos | USA Estados Unidos | 3                   | 3                   | RET                 |                     |                     |
|  |                    | CAN Canadá         | CAN Canadá | 0         | 0         | 1                  |                    |                     |                     |                     |                     |                     |
|  | MEX México         | MEX México         | CAN Canadá | 0         | 0         | 1                  | 0                  | 1                   | 0                   |                     |                     |                     |
|  | MEX México         | MEX México         |            |           |           |                    | 0                  | 1                   | 0                   |                     |                     |                     |
|  | CAN Canadá         | CAN Canadá         | 3          | 3         | 2         |                    |                    | Disputa pelo bronze | Disputa pelo bronze | Disputa pelo bronze | Disputa pelo bronze | Disputa pelo bronze |
|  |                    |                    |            |           |           |                    |                    |                     |                     |                     |                     |                     |
|  |                    |                    |            |           |           |                    |                    |                     |                     |                     |                     |                     |

## Colocação final
| Pos.              | Nacionalidade      | Nome                                             |
| ----------------- | ------------------ | ------------------------------------------------ |
| Medalha de ouro   | USA Estados Unidos | Olivia Blatchford Natalie Grainger Amanda Sobhy  |
| Medalha de prata  | CAN Canadá         | Samantha Cornett Hollie Naughton Nikki Todd      |
| Medalha de bronze | COL Colômbia       | Karol Gonzalez Catalina Peláez Laura Tovar Pérez |
| Medalha de bronze | MEX México         | Diana Garcia Samantha Terán Karla Urrutia        |
| 5                 | ARG Argentina      | Pilar Etchechoury Maria Falcione Fernanda Rocha  |
| 6                 | CHI Chile          | Giselle Delgado Fran Monsalve Anita Pinto        |
| 7                 | BRA Brasil         | Tatiana Damasio Thaisa Serafini Giovanna Veiga   |
| 8                 | GUA Guatemala      | Pamela Anckermann Irene Barillas Winifer Bonilla |